# سفارة سوريا في ألمانيا
سفارة سوريا في برلين، رسمياً سفارة الجمهورية العربية السورية في برلين (بالألمانية: Die Botschaft der Syrischen Arabischen Republik) هي البعثة الدبلوماسية للجمهورية العربية السورية في ألمانيا. وهي واقعة في راوخ شتراسة 25 في العاصمة برلين. ويتبع لها قنصليات فخرية في هامبورغ وبريمن.

## التاريخ
أقيمت السفارة السورية في ألمانيا الاتحادية لأول مرة عام 1953 العاصمة بون في شارع Kronprinzenstraße 2 وذلك حتى العام 1990 حيث تم نقل السفارة إلى شاريعAndreas-Hermes-Straße 5. بدأت العلاقات الدبلوماسية مع ألمانيا الشرقية عام 1969 وكان مقر السفارة في شارع Otto-Grotewohl-Straße 3a (حالياَ تسمى: Wilhelmstraße 66) في وسط-برلين.
قامت ألمانيا بطرد السفير السوري في أيار 2012 وقامت بطرد باقي أعضاء السفارة الأربع لاحقاً من ذات السنة.

## قائمة سفراء سوريا في ألمانيا الاتحادية
| مدة الولاية | الاسم                               |
| ----------- | ----------------------------------- |
| 1950–1953   | إبراهيم الإسطواني                   |
| 1953–1954   | سامي ساركيز                         |
| 1954–1956   | جمال فرّة                            |
| 1956–1958   | إبراهيم الإسطواني                   |
| 1958–1961   | فريد زين                            |
| 1961–1962   | إبراهيم صبري                        |
| 1962–1963   | جمال فرّة                            |
| 1963–1965   | إبراهيم الإسطواني                   |
| 1965–1974   | إنقطاع العلاقات الدبلوماسية         |
| 1976–1980   | إبراهيم كريم الأتاسي                |
| 1982–1987   | شتيوي سيفو                          |
| 1987–1999   | سليمان حداد                         |
| 1999–2011   | محمد وليد حزبولا                    |
| 2011        | حسين عمران                          |
| 2011–2012   | رضوان لطفي (قد طرد في 29 مايو 2012) |
| 2012–2016   | عبير جرف (القائم بالأعمال)          |
| 2016–2012   | بشار الأسعد (القائم بالأعمال)       |
| 2025-2022   | عبد الكريم خونده (القائم بالأعمال)  |